# Neohebestola brasiliensis
Neohebestola brasiliensis är en skalbaggsart som först beskrevs av Fontes och Martins 1977.  Neohebestola brasiliensis ingår i släktet Neohebestola och familjen långhorningar. Inga underarter finns listade i Catalogue of Life.